# Richard Carl Krogmann

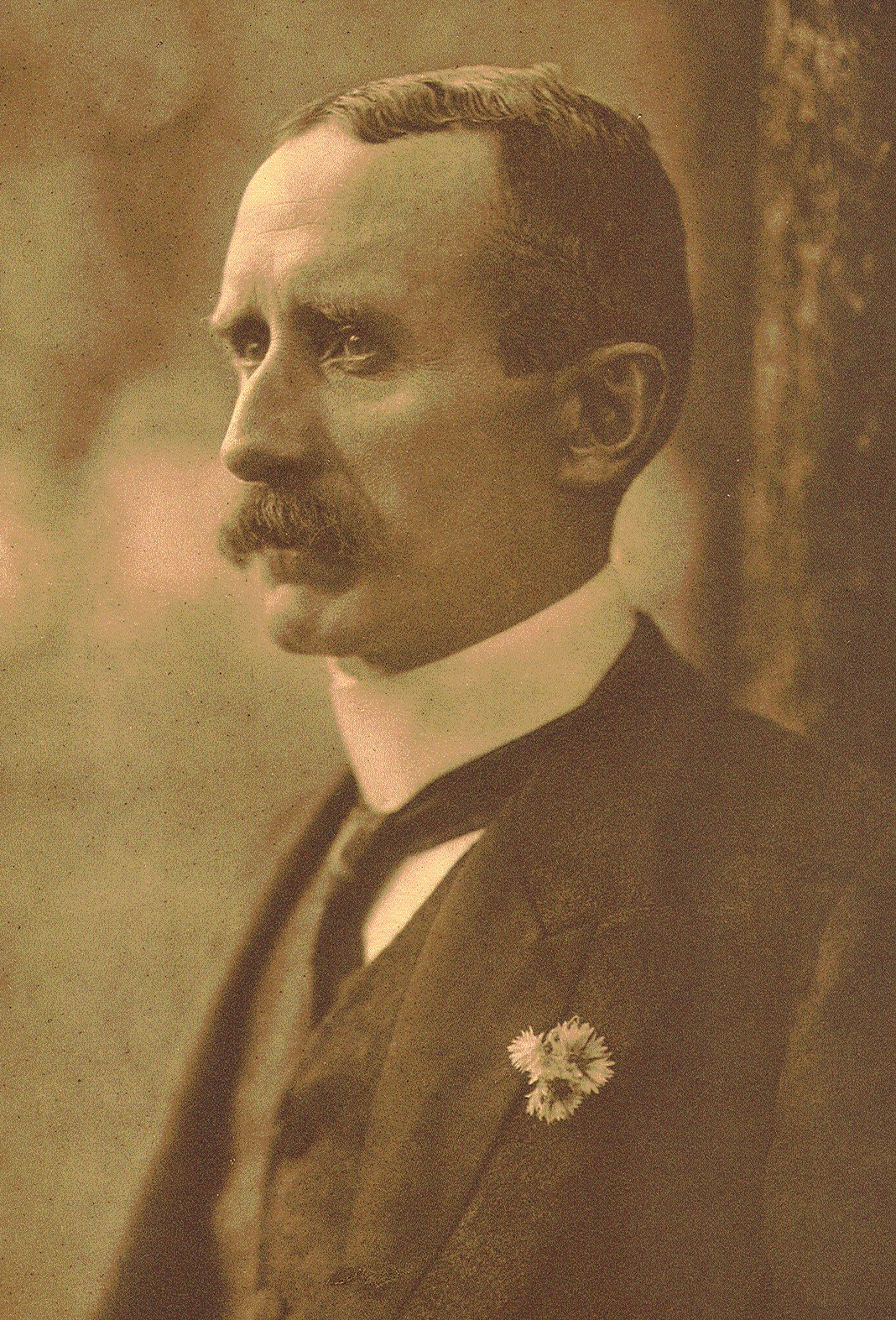
Richard C. Krogmann 1905

Richard Carl Krogmann (* 9. April 1859 in Hamburg; † 15. März 1932 in Puerto de la Cruz, Teneriffa) war ein deutscher Reeder und Verbandspolitiker.

## Leben
Der Sohn des Kaufmanns Hermann August Krogmann absolvierte seine Lehrzeit im väterlichen Unternehmen Wachsmuth & Krogmann, das seinerzeit zu den führenden Überseehandelshäusern und Reedereien Hamburgs zählte. Nach mehreren Auslandsaufenthalten wurde er 1885 Teilhaber und baute in der Folgezeit den Salpeterhandel mit Südamerika sowie vor allem den Import von Reis aus Burma auf, dessen Absatz er durch die Beteiligung an mehreren Reismühlen in Deutschland sicherte. 
Daneben engagierte Krogmann sich in mehreren Berufsorganisationen der deutschen Seeschifffahrt, vor allem auf dem Gebiet der Sozialversicherung der Seeleute. So wurde er 1893 in den Vorstand der See-Berufsgenossenschaft gewählt und übernahm nach dem Tod von Carl Ferdinand Laeisz 1900 deren Vorsitz. Ab 1907 war er außerdem Leiter der Seekasse (Rentenversicherung), ab 1927 auch der See-Krankenkasse. Er hatte maßgeblichen Anteil an der Erarbeitung der Freibordvorschriften des Germanischen Lloyds von 1903 sowie an der Gründung der Hamburgischen Schiffbau-Versuchsanstalt 1913, deren Aufsichtsrat er ab 1921 leitete. 
Für seine Mitwirkung an der Neufassung der Unfallverhütungsvorschriften im nautischen Bereich erhielt er 1925 die Ehrendoktorwürde der Technischen Hochschule Charlottenburg.
Der nationalsozialistische Hamburger Bürgermeister Carl Vincent Krogmann war sein Sohn und der Regattasegler Werner Krogmann sein Neffe.